# Исчезновение Брайана Шаффера
1 апреля 2006 года американский студент-медик Брайан Рэндолл Шаффер отправился праздновать начало весенних каникул и пропал без вести, будучи зафиксированным в последний раз у входа в бар на камерах видеонаблюдения.
Исчезновение Шаффера особенно озадачило следователей, поскольку в то время в баре не было других общедоступных входов и выходов (хотя рядом с тем местом, где его видели в последний раз, был служебный выход).

## Предыстория
Брайан Шаффер вырос в Пикерингтоне, штат Огайо, пригороде Колумбуса. Он старший из двух сыновей Рэнди и Рене Шаффер. В 1997 году он окончил местную среднюю школу и поступил в Университет штата Огайо (OSU) на бакалавриат. Шесть лет спустя он получил степень в области микробиологии. После этого в 2004 году Шаффер начал обучение в Медицинском колледже OSU. На втором году его пребывания там, в марте 2006 года, его мать умерла от миелодиспластического синдрома. Друзья Шаффера говорят, что, хотя он, казалось, хорошо справлялся с этим, её смерть тяжело далась ему.
Во время учёбы в медицинской школе у Шаффера завязались романтические отношения с другой студенткой-медиком, Алексис Ваггонер. Она, как и их семьи и друзья, считала, что Брайан, скорее всего, сделает ей предложение в конце 2006 года, скорее всего, во время поездки в Майами, которую пара запланировала на весенние каникулы в начале апреля. Шаффера привлекали тропические места вроде Майами; ему нравился непринуждённый образ жизни. Он сказал своим друзьям, что, несмотря на решение стать врачом, его настоящей мечтой было создать группу, играющую музыку в стиле Джимми Баффета.

## Исчезновение
31 марта, в пятницу, занятия в Университете штата Огайо завершились весенними каникулами, которые начались на следующей неделе. Шаффер и его отец, Рэнди, отпраздновали это событие, поужинав стейками в тот же вечер. Отец Шаффера отметил, что тот выглядел уставшим после того, как всю неделю занимался по ночам, готовясь к важным предстоящим экзаменам. Он не думал, что Шафферу стоит идти на свидание с другом, Уильямом «Клинтом» Флоренсом, позже в тот же вечер, как он планировал, но не стал высказывать свои сомнения сыну.
В 21:00 Шаффер встретился с Флоренс в баре Ugly Tuna Saloona, расположенном в комплексе South Campus Gateway на Хай-стрит в Колумбусе. Час спустя Шаффер позвонил Ваггонер, которая вернулась домой в Толидо, чтобы навестить свою семью перед отъездом в Майами. Шаффер и Флоренс отправились по барам, посетив несколько других питейных заведений и добравшись до района Арена. По словам Флоренс, на каждой остановке они выпивали по рюмке крепкого алкоголя.
После полуночи Шаффер и Флоренс встретили Мередит Рид, подругу Флоренс, в «Шорт Норт». Рид подвезла их обратно в «Гадкий тунец», где они начали вечер, и присоединилась к ним там, чтобы выпить на посошок. Шаффер отделился от своих спутников, пока они были там, и в последний раз его видели на камере видеонаблюдения у бара незадолго до двух часов ночи.
Флоренс и Рид пытались найти Шаффера, постоянно звоня ему. Они ушли вместе с другими посетителями, когда бар закрылся в два часа ночи, и ждали Шаффера на улице. Когда его не оказалось среди уходящих, они предположили, что он вернулся в свою квартиру, не предупредив их. Ваггонер и отец Шаффера пытались дозвониться до него в те выходные, но он не отвечал. В понедельник утром он опоздал на рейс в Майами, который они с Ваггонером давно запланировали. Затем он был объявлен пропавшим без вести полицией Колумбуса.

## Расследование
Полиция начала поиски Шаффера в «Гадком тунце», баре, где его видели в последний раз. Поскольку в районе Южного кампуса было довольно много преступлений, в здании «Гэйтвэй», где располагались бар и другие заведения, были установлены камеры видеонаблюдения. Они просмотрели запись, на которой было видно, как Шаффер, Флоренс и Рид поднимаются по эскалатору к главному входу в бар в 1:15 ночи. Шаффера видели у бара около 1:55, он ненадолго заговорил с двумя молодыми женщинами, попрощался с ними и ушёл с камеры. Камера не зафиксировала, как он уходил вскоре после закрытия «Гадкого тунца»; это было последнее известное время, когда видели Шаффера.
Следователи предположили, что Шаффер мог переодеться в баре или надеть шляпу и опустить голову, скрыв лицо от камеры. Он также мог покинуть здание другим путём. Служебный вход, которым обычно не пользуются посетители, находился недалеко от того места, где Брайана видели в последний раз. Этот выход вёл в коридор на первом этаже, откуда в то время можно было попасть на строительную площадку с отдельным выходом. Некоторые офицеры считали, что пройти через это место было бы трудно даже в трезвом состоянии, не говоря уже о том, что Шаффер, скорее всего, был в тот момент пьян. Однако камеры в этом районе тоже могли не зафиксировать Шаффера — одна из них постоянно перемещалась по местности, а другая управлялась вручную.
Затем полицейские просмотрели записи с камер в других барах, чтобы выяснить, могли ли камеры там объяснить, как Шаффер покинул «Гадкий тунец». Однако на записях с камер в трёх других близлежащих барах его следов не было.
Поиски начались с бара «Гадкий тунец». Полицейские, иногда в сопровождении полицейских собак, внимательно осматривали улицы, мусорные баки и другие контейнеры для отходов и спрашивали местных жителей, не видели ли они Шаффера. Листовки с его фотографией, на которой видна татуировка в виде логотипа в виде человечка с обложки сингла «Alive» группы Pearl Jam, одной из его любимых групп, а также заметное пятнышко в одном из его зрачков, были широко распространены. Полиция даже уговорила власти города Колумбус впустить их в канализационную систему для проведения поисков. Полезной информации обнаружено не было. У квартиры Шаффера на Кинг-авеню, в шести кварталах от бара, его машина по-прежнему стояла на улице. Внутри ничего не указывало на неладное.
После обыска за много миль от Гадкого тунца во всех направлениях полиция начала рассматривать другие возможности, помимо несчастного случая. Поскольку мать Шаффера недавно умерла, было предположение, что он уехал временно горевать в одиночестве.
Тех, кто видел Шаффера в тот вечер, включая его отца, попросили пройти проверку на детекторе лжи. Он и Рид прошли проверку, как и все остальные, а Флоренс отказался. Две женщины, с которыми Брайан в последний раз был замечен разговаривающим, позже были опознаны; в 2009 году они сказали, что их самих никогда не просили пройти проверку.
Ваггонер звонила Шафферу каждый вечер перед сном в течение долгого времени после исчезновения. Обычно она попадала сразу на голосовую почту, но однажды ночью в сентябре телефон зазвонил три раза. «Я продолжала звонить, чтобы просто услышать этот звук, потому что это был один из лучших звуков, которые я когда-либо слышала, даже если никто не брал трубку», — написала она на своей странице в MySpace. Компания Cingular, предоставляющая услуги беспроводной связи Шафферу, заявила, что то, что услышал Ваггонер, могло быть вызвано сбоем в работе компьютера. Однако сигнал от телефона был зафиксирован на вышке сотовой связи в Хиллард, в 14 милях (23 км) к северо-западу от Колумбуса.
Полиция получила множество подсказок, но ни одна из них не привела к раскрытию дела. На концерте Pearl Jam в Цинциннати в том же году солист Эдди Веддер в перерывах между песнями спрашивал о подсказках по поводу исчезновения Шаффера, но ни одна из них не оказалась полезной. Были расследованы возможные случаи появления Шаффера в Мичигане, Техасе и даже Швеции.
Рэнди Шаффер, недавно потерявший жену, продолжил поиски сына в одиночку. Экстрасенс, к которому он обратился, сказал ему, что тело Шаффера находится в воде у пирса моста. Он и Дерек, младший брат Брайана, а также некоторые другие горожане, заинтересовавшиеся этим делом, купили болотные сапоги и проводили большую часть свободного времени на берегах реки Олентанги, которая протекает через Колумбус рядом с кампусом Университета штата Огайо, тщетно разыскивая тело возле мостов. Эта возможность также заставила полицию ненадолго вернуться к сильно оспариваемой теории «Смайлика-убийцы». Полиция Колумбуса в конечном итоге отвергла любую связь с предполагаемым убийцей в деле Шаффера, следуя примеру большинства правоохранительных органов, включая ФБР, которые занимались этим расследованием.

### Смерть Рэнди Шаффера
В сентябре 2008 года во время сильного шторма Рэнди Шаффер убирал мусор во дворе своего дома в Балтиморе, штат Огайо. С ближайшего дерева сорвалась ветка и смертельно ранила его. На следующий день соседи нашли его тело и вызвали полицию.
После того как его некролог появился в интернете, была опубликована книга соболезнований. Одна из подписей в ней гласила: «Папе, с любовью, Брайан (Виргинские острова США)». Это навело на мысль, что Брайан, возможно, уехал из Колумбуса, чтобы начать новую жизнь в другом месте. Однако при дальнейшем расследовании было установлено, что записка была отправлена с общедоступного компьютера в округе Франклин; было установлено, что это была мистификация.

## Последующие события
Вскоре после смерти Рэнди Шаффера Нил Розенберг, адвокат Флоренс, написал Дону Корбетту, частному детективу, который добровольно вызвался помочь семье Шафферов найти Брайана, о том, что его клиентка по-прежнему отказывается проходить проверку на детекторе лжи. Розенберг дал понять, что, по его сведениям, полиция Колумбуса, расследующая это дело, считает, что Шаффер жив: «Если Брайан жив, а я склонен в это верить после разговора с детективом, то именно Брайан, а не Клинт [Флоренс], причиняет боль и страдания своей семье», — написал Розенберг. «Брайан должен выйти вперед и покончи с этим». Розенберг утверждал, что его клиенту нечего было скрывать, он уже поделился всем, что знал с самого начала, и Розенберг не видел смысла в том, чтобы Флоренс сделала это снова.
Несмотря на утверждения Розенберга, многие из тех, кто был близок к Брайану Шафферу, критиковали Флоренс за то, что она была недостаточно откровенна. «Когда детектив начал вмешиваться, именно тогда у него практически ни с кем не было контактов», — вспоминал Дерек. «Я всегда думал, что он определённо что-то знает, просто не хочет говорить об этом открыто. Всё ещё возможно, что Шаффер жив, и Флоренс знает, куда он мог податься», — сказал он. Ваггонер также считает, что Флоренс утаивает информацию. но считает, что, скорее всего, её бывший парень мёртв, а не сбежал. «Я не могу представить, что он мог просто так это сделать», — сказала она.
В 2014 году полиция Колумбуса сообщила, что они по-прежнему получают по меньшей мере два сообщения в месяц по этому делу через местную горячую линию, хотя ни одно из них не оказалось полезным. Материалы дела занимали четыре коробки с документами. Один из первых следователей, Андре Эдвардс, рассказал Columbus Monthly, что после тщательного изучения записей с камер наблюдения в «Гадком тунце» в ту ночь, когда исчез Шаффер, которые должны были исключить возможность того, что он мог уйти, переодевшись, он может «со стопроцентной уверенностью» сказать, что Шаффер не уходил через эскалатор. Полиция утверждает, что у них есть три версии этого дела, но они отказались обсуждать их даже в общих чертах с журналом.
В 2019 году в сети появилось изображение предполагаемого американского бездомного в Тихуане, Мексика, похожего на Шаффера. Новостной канал Колумбуса 10TV в 2020 году переслал это изображение детективу, ведущему дело Шаффера. Детектив отправил изображение в ФБР для анализа по распознаванию лиц, который исключил Шаффера из числа подозреваемых.
В марте 2021 года Бюро уголовных расследований штата Огайо опубликовало смоделированную по возрасту фотографию, на которой Шаффер мог бы выглядеть в 42 года, почти через 15 лет после его исчезновения.